# DAZN
DAZN([dəˈzoʊn] ZON; alemão: [dəˈzoːn]) é o primeiro serviço de streaming de esportes ao vivo e sob demanda do mundo e apresenta competições esportivas nacionais e internacionais. É de propriedade da DAZN Group, uma empresa da Access Industries com investimentos no setor de mídia e entretenimento que incluem a Warner Music Group e o Deezer.
A plataforma pode ser acessada em 97% dos dispositivos, incluindo Smart TVs, smartphones, tablets, videogames e PCs.

## História
O DAZN estreou seus serviços em agosto de 2016 no Japão, Alemanha, Áustria e Suíça, expandindo depois para o Canadá, em 2017, Itália e Estados Unidos, em 2018, e Espanha em 2019.
Chegou ao Brasil em março de 2019 transmitindo a Copa Sul-Americana, a Ligue 1 e o Campeonato Italiano de Futebol. Em abril de 2019, a DAZN fechou com a CBF para a transmissão da Série C do Campeonato Brasileiro. A plataforma chegou a fazer parcerias para a transmissão, como RedeTV! e Band.
Entre dezembro e a estreia oficial, em maio, o DAZN transmitiu jogos da Ligue 1, Campeonato Italiano de Futebol, Copa Sul-Americana, Brasileirão Série C em suas redes sociais no Youtube e no Facebook. Depois do lançamento da plataforma, apenas alguns jogos continuaram de maneira aberta e grátis em suas redes sociais.
O DAZN tem como embaixadores globais os jogadores Cristiano Ronaldo e Neymare o treinador José Mourinho.
A plataforma também oferece documentários e séries, e tem investido em conteúdos originais de esportes como futebol motovelocidade e boxe. The Making Of foi a primeira produção original de distribuição global do DAZN. O conteúdo, formado a partir de entrevistas exclusivas, retrata quais foram os jogos mais marcantes e que até o momento definiram as carreiras dos embaixadores globais. 
No Brasil, duas séries foram lançadas:  Versus: Atlético-MG x Botafogo e Versus: Corinthians x Fluminense com conteúdo exclusivo sobre os bastidores dos confrontos entre os clubes cariocas, mineiro e paulista na Copa Sul-Americana 2019 e a série Sem Filtro: Flamengo, série dividida em sete episódios exclusivos, focados nos bastidores do clube rubro-negro carioca que será disponibilizados as terças-feiras, ao longo do segundo semestre de 2019.
Ao longo da Pandemia de COVID-19, devido à crise causada, o DAZN devolveu os direitos de alguns torneios, como a Copa Sul-Americana e a Recopa Sul-Americana, o Campeonato Italiano, o Campeonato Francês, entre outros eventos.
Em agosto de 2020, a DAZN sublicenciou os direitos da Série C do Campeonato Brasileiro para o MyCujoo. Já no final de maio de 2021, a DAZN sublicenciou os direitos da Série C do Campeonato Brasileiro para outra empresa de streaming, a TV NSports.
Em setembro de 2022, a empresa anunciou a compra da Eleven Sports.
Em janeiro de 2023, a empresa entra em um consórcio formado com as operadoras SKY e Claro, formando o canal por pay-per-view, o Nosso Futebol, transmitindo alguns dos torneios nacionais adquiridos nas TVs por assinatura.
Em Portugal, a DAZN adquiriu a Eleven Sports, canal televisivo, em Fevereiro de 2023. A migração começou em Setembro de 2023, tendo os 6 canais de televisão lentamente adotando o logotipo da DAZN em conjunto com o da Eleven Sports, numa fase transitória. 
Desta forma, a DAZN assegurou o direito de transmissão da Liga dos Campeões, Liga Inglesa, Liga Espanhola, Liga Alemã e Liga dos Campeões Feminina.

## Países de atuação
Desde 1 de dezembro de 2020, a DAZN está disponível para mais de 200 países e territórios.
Não está disponível na Arábia Saudita, China, Coreia do Norte, Crimeia, Egito, Emirados Árabes Unidos, Irã, Myanmar, Síria e Sudão.

## Direitos de Transmissão no Brasil

### Futebol
- Mundial de Clubes FIFA[17]
- National League (National League TV)
- National League North (National League TV)
- National League South (National League TV)
- La Liga (Highlights)
- Liga F
- Bundesliga (SportyNet)
- Frauen-Bundesliga
- DFB-Pokal Frauen
- DFB-Supercup Frauen
- Serie A (Highlights)
- Serie B (SportyNet)
- Coppa Italia (Ao vivo via SportyNet e Highlights por direitos próprios)
- Supercoppa Italiana (Ao vivo via SportyNet e Highlights por direitos próprios)
- Coupe de France (SportyNet)
- Jupiler Pro League
- Croky Cup
- Pro League Supercup
- Premiership Women
- NIFL Women's Premiership League Cup
- Saudi Women's Premier League
- SAFF Women's Cup
- Brasileirão Série B (SportyNet)
- Brasileirão Série C[18]
- Campeonato Brasiliense (SportyNet)
- Campeonato Mato-Grossense (SportyNet)
- Copa do Nordeste Sub-20 (SportyNet)
- Campeonato Mineiro Feminino (SportyNet)
- Campeonato Gaúcho Feminino (SportyNet)
- Campeonato Pernambucano Feminino (SportyNet)
- Liga MX (SportyNet)
- Supercopa da CAF

### Atletismo
- Athlos
- RunGP

### Basquete
- FIBA Basketball World Cup (Courtside 1891)
- EuroBasket (Courtside 1891)
- Eliminatórias EuroBasket (Courtside 1891)
- FIBA Asia Cup (Courtside 1891)
- Eliminatórias FIBA Asia Cup (Courtside 1891)
- FIBA AmeriCup (Courtside 1891)
- Eliminatórias AmeriCup (Courtside 1891)
- AfroBasket (Courtside 1891)
- Eliminatórias AfroBasket (Courtside 1891)
- Pré-Olímpico Masculino (Courtside 1891)
- Copa do Mundo de Basquetebol Masculino Sub-19 FIBA (Courtside 1891)
- Copa do Mundo de Basquetebol Masculino Sub-17 FIBA (Courtside 1891)
- FIBA Women's Basketball World Cup (Courtside 1891)
- EuroBasket Feminino (Courtside 1891)
- Asia Cup Feminina (Courtside 1891)
- AmeriCup Feminina (Courtside 1891)
- Afrobasket feminino (Courtside 1891)
- Pré-Olímpico Feminino (Courtside 1891)
- Copa do Mundo de Basquetebol Feminino Sub-19 FIBA (Courtside 1891)
- Copa do Mundo de Basquetebol Feminino Sub-17 FIBA (Courtside 1891)
- Basketball Champions League (Courtside 1891)
- Lega Basket Serie A
- Lega Basket Final Eight
- Lega Basket Supercoppa
- Super League Basketball
- Euroliga Feminina
- East Asia Super League (Courtside 1891)
- B1 League (Courtside 1891)

### Basquete 3x3
- BIG3

### Beisebol
- World Baseball Classic
- WBSC Premier12
- Qualificatórias para os Jogos Olímpicos
- Copa do Mundo de Baseball Feminino
- Caribbean Series
- Choque de Gigantes

### Beisebol5
- Copa do Mundo de Beisebol5

### CrossFit
- CrossFit Games

### Esportes a Motor
- European Rally Championship (Rally.TV)
- World Rally Championship (Rally.TV)
- World RX (Rally.TV)
- ADAC GT4 Germany
- ADAC GT Masters
- ADAC RAVENOL 24h Nürburgring
- E1 Series
- European Truck Racing Championship
- eSkootr Championship
- Ferrari Challenge Europe
- Ferrari Challenge Japan
- FIM Supercross World Championship
- Formula Regional European Championship
- Goodwood Road Racing Club
- Italian F4 Championship
- Porsche Carrera Cup Germany
- Porsche Sprint Challenge Southern Europe

### Esportes Aquáticos
- F1H2O World Championship
- Aquabike World Championship

### Esports
- Esports World Cup

### Futebol Americano
- National Football League (NFL Game Pass)
- A7FL
- European League of Football (ELF Game Pass)
- OT7 (NFL Network)
- UFL
- Women's National Football Conference

### Fut7
- Soccer7sSeries
- World Sevens Football

### Futsal
- Copa do Nordeste de Futsal (SportyNet)
- Supercopa de Futsal Feminino (SportyNet)

### Golfe
- LIV Golf

### Hipismo
- Global Champions Tour
- Global Champions League

### Hóquei
- National Hockey League (NHL.TV)

### Lutas
Boxe
- Amir Khan Promotions
- Bare Knuckle Fighting Championship
- Blockone Sports
- Boxing 5
- Boxing Grand Prix
- Boxing Insider Promotions
- Boxlab Promotions
- Broadway Boxing
- Conlan Boxing
- Champion Spirit
- Dream Boxing
- GBM Sports
- Golden Boy Promotions
- Groupe Yvon Michel
- Huge Boxing
- IBA Pro
- Indian Pro Boxing League
- Kings Corner
- Kings Promotions
- Legacy Boxing Promotions
- MarvNation Promotions
- Matchroom Boxing
- Misfits Boxing
- Miura Boxing
- Most Valuable Prospects
- Nolah Bros Boxing Promotions
- Overtime Boxing
- Paco Presents Boxing
- Platform Sports
- Primetime Boxing
- Queensberry Promotions
- Red Owl Boxing
- Ring Magazine Boxing
- Ringside Zone
- Salita Promotions
- Supernova Strikers
- Tasman Fighters
- Team Combat League
- Top Boxing Generation
- Top Tier Boxing
- Universum Boxing
- Warrior Ascent Promotions
- Westside Promotions

MMA
- Ansgar Fighting League
- Beatdown Promotions
- Brave Combat Federation
- Hexagone MMA
- MMA Bushido
- Naciones MMA
- OKTAGON MMA
- PFL Europe

Kickboxing
- Fighting Championship Events
- Glory
- King Of Kings
- PetrosyanMania
- Superfights Kickboxing

Muay Thai
- Muay Thai GP
- Rajadamnern World Series

Wrestling
- All Elite Wrestling (PPV)
- TNA Wrestling (PPV)

Multilutas
- Fight Clubbing

### Multiesportivos
- Macabíadas
- Invictus Games

### Netball
- British Fast5 Netball All-Stars Championship

### Padel
- Hexagon Cup
- Pro Padel League
- Reserve Cup
- World Padel League

### Pesca
- Fish'O'Mania

### Rodeio
- The American Rodeo

### Rugby Union
- Women's Elite Rugby
- Legacy Cup

### Sinuca
- Championship League Snooker
- Riyadh Season Snooker Championship

### Skate
- World Downhill Skateboarding Championship

### Softbol
- Copa do Mundo de Softbol Masculino
- Copa do Mundo de Softbol Feminino
- Qualificatórias para os Jogos Olímpicos

### Tênis
- ATP Finals (Tennis TV)
- ATP Masters 1000 (Tennis TV)
- ATP 500 (Tennis TV)
- ATP 250 (Tennis TV)
- ATP Cup (Tennis TV)
- Riyadh Season Tennis Cup
- Six Kings Slam
- The MGM Rewards Slam

### Triatlo
- IRONMAN Pro Series
- PTO Tour
- Supertri E

### Ultramaratona
- UTMB World Series

### Vôlei
- League One Volleyball

### Xadrez
- Bullet Chess Championship
- Champions Chess Tour
- Freestyle Chess Grand Slam Tour
- Global Chess League
- Women's Speed Chess Championship